# Václav Chaloupka
Václav Chaloupka (* 6. července 1948 Těšany) je český dostihový jezdec, trenér, chovatel, majitel koní, pořadatel dostihů, čtyřnásobný vítěz Velké pardubické steeplechase (třikrát s Korokem a jednou s Václavem), osmnáctinásobný účastník Velké pardubické steeplechase a mistr republiky v bowlingu v družstvech. V překážkových dostizích mu náleží titul žokej, v rovinových jezdec. Jeho bratr Jiří Chaloupka byl také žokej a dostihový trenér.

## Počátky
Ke koním se dostal v sedmi letech. V deseti letech začal jezdit s dětmi na jízdárně pod vedením plukovníka Klapala. Začínal u všestranné způsobilosti, jezdil parkury a obsedal hříbata. První neregistrovaný dostih vyhrál ve dvanácti letech ve Slavkově na kobylce Jehle a o rok později zvítězil ve steeplechase v Židlochovicích. Ve třinácti letech začal závodit díky tehdejší možnosti získávat i jednodenní jezdecké licence. Jeho všestrannost dobře vykresluje fakt, že s Jehlou vyhrál rovinový dostih a byl také druhý ve skoku mohutnosti (za Andrejem Glatzem).

## Korok, Václav a další
Ve svých šestnácti letech získal v Židlochovicích na starost nový nákup – koně Koroka, který byl prodán jako přívažek s vytočenou pravou přední nohou v karpu, přikleklý a zesláblý po kataru. Právě s Korokem získal ve svých jedenadvaceti letech – v roce 1969 – první vítězství ve Velké pardubické steeplechase, které mělo i svůj politický podtext. Rok po vstupu vojsk spřátelených armád slavilo Československo bouřlivě sportovní vítězství nad Sovětským svazem na mistrovství světa v ledním hokeji a podobně byla pojímána i 79. Velká pardubická steeplechase, které se účastnilo pět sovětských dvojic. Vítězství Václava Chaloupky s Korokem tak bylo zároveň i symbolickým vítězstvím Československa nad Sovětským svazem. S Korokem zvítězil ve Velké pardubické ještě dvakrát – v letech 1971 a 1972. V roce 1977 se Václavu Chaloupkovi podařilo ve Velké pardubické zvítězit počtvrté, tentokrát s Václavem, což se žádnému jezdci před ním nepodařilo. Jeho rekord vyrovnal v roce 1991 žokej Josef Váňa (dnes osminásobný vítěz Velké pardubické) a v roce 2004 německý žokej Peter Gehm.
Ve Velké pardubické startoval celkem osmnáctkrát a krom čtyř vítězství byl také třikrát druhý – v letech 1988 a 1990 s Frází, v roce 1991 s Korokovým synem Drakem. S Korokem „žil“ od hřebcových necelých dvou let až do jeho úmrtí v jedenadvacátém roce jeho života.

## Velká národní v Liverpoolu
Jako náš jediný jezdec se dvakrát účastnil Velké národní v Liverpoolu. Poprvé v roce 1986 s Essexem, ovšem dvojice dostih nedokončila, protože mu praskla přezka u třmenu. V roce 1991 s benešovskou klisnou Frází dostih opět nedokončil, neboť klisna si při poslední rychlé tréninkové práci před dostihem přivodila zdravotní komplikace, které se v dostihu projevily.

## Neúčast ve 108. VPS
Velkou pardubickou steeplechase jel naposledy v roce 1991. S Korokovým potomkem Drakem se umístil na druhém místě za Železníkem s Josefem Váňou. Poté následovala sedmiletá jezdecká přestávka. Do sedla se vrátil v roce 1998, kdy jezdil například Baddellia, Mir Sadu nebo Naguibu. Právě v roce 1998 mu trenér Laskov nabídl do 108. Velké pardubické ruského Grega. Pro něj to měla být devatenáctá Velká pardubická. Divákům navíc slibovala jeho souboj s Gregem proti Josefu Váňovi s Vronským. S Gregem jezdil deset dnů v práci, ale kvůli podlomu jej veterinární komise vyřadila z dostihu. Vzhledem k tomu, že nešlo o defekt, který by ohrožoval výkon nebo dokonce zdraví koně v dostihu, vnímal to jako nespravedlnost. Z duelu tak sešlo a on opět ukončil kariéru dostihového jezdce. Jako jezdec získal 89 vítězství v překážkových dostizích.

## Plánovaný návrat do sedla roku 2002
V roce 2002 ohlásil svůj start v překážkovém dostihu v Mirošově v sedle tehdy desetiletého zkušeného překážkáře Debicze. Při sedlání jednoho ze svých svěřenců si ale vykloubil rameno a ze startu tak sešlo. Od té doby se krom „dostihů hvězd“ jako jezdec na dostihových drahách neobjevil.

## Trenérské úspěchy
Snažil se dovážet nadějné plnokrevníky pro dostihy a ke zkvalitnění českého chovu zvlášť z Francie nejen s ohledem na vysokou úroveň tamního chovu, ale i na lepší adaptabilitu importovaných koní na české klimatické podmínky. K francouzským importům z 90. let 20. století patřili Palomia, Librilla, Laurena či Mir Sada. Stal se specialistou na dvouletky a podle jeho vlastních slov jej práce s mladými koňmi baví nejvíc.[zdroj?]

## Nejznámější trenérské úspěchy
- Československé derby (1987, Dox)
- Cena prezidenta (1986, Rájec)
- St. Leger (1987, Zana; 1997, Librilla v rekordu dráhy s Jiřím Chaloupkou, synovcem Václava, v sedle)
- Cena zimního favorita (1981 Hexa; 1994 Naguiba)
- Gerschův memoriál (1980, Meriem; 1986, Isolda; 1994 Naguiba; 1995, Mir Sada; 1996 Librilla)
- Cena Hřebčína Napajedla (1993, Imperfectible; 1994, Maracudja 1994)
- Velká červnová cena (1985, Mayo; 1986, Maur; 1993, Amande Praline)
- Memoriál Rudolfa Deyla (1983, Japa; 1987, Ostrea; 1996, Fermika)
- Velká dubnová cena (1994, Starting Order; 1996, Cayrass Ball; 1997, Palomia; 2000, Sammetsman; 2003, Monte Carlo)
- Memoriál profesora Václava Michala (1978, Durman; 1985, Číman; 1994, Baddellios)
- Velká květnová cena (1995, Palomia), Gomba handicap (2001, Tiznit)
- Velká cena Prahy (1996, Palomia)
- Velká cena Českého turfu (1996, Mir Sada – pod Petrem Kubíkem porazil navíc výborného středoevropského kreka Almaze).
- V derby vybojovali druhé místo jeho svěřenci Baddellios (1994) a Mir Sada (nejlepší dvouletý hřebec roku 1995).
- Slovenské OAKS získala Laurena v roce 1993.
- Vinny byla ve Velké pardubické steeplechase 1995 pod Zdenem Koplíkem, kterému se v dostihu utrhl třmen, druhá za It’s A Snipem.

Na centrálním závodišti získalo několik jeho svěřenců rekord dráhy: Librilla (na trati 2600 m), Monte Carlo (1800 m), Cosmetik (1100 m), Palmare (1000 m). V roce 2004 získal Václav Chaloupka trenérský rovinový šampionát.

## Tochovice
Jde o vystudovaného zootechnika. Působil v Židlochovicích, poté jako rovinový i překážkový trenér v JZD Slušovice (v Židlochovicích jej nahradil jeho mladší bratr Jiří), od roku 1987 zastával funkci vedoucího dostihového střediska ve Velké Chuchli. Po listopadu 1989 hrozil zánik dostihové stáji v Tochovicích. Převzal trénink koní v dostihové přípravě, kteréžto rozhodnutí údajně padlo po vítězství Korokova syna Bakalátora, kdy se při přebírání ceny po posledním dostihu dozvěděl o blížícím se konci dostihových Tochovic. Nově vzniklá firma Cavalier Sport převzala celý komplex i chovné stádo, rozšířila stáje, vybudovala penzion Hellios s celoročním provozem a vybavením a službami typu sauny, bazénu, posilovny, stolního tenisu, biliáru, lovu zvěře či jezdecké školy a oživila zanikající slávu dostihových mítinků na zdejším závodišti.
Rozpadající se chovné stádo někdejšího státního statku postupně nahradil ze zahraničí importovanými klisnami. Chov koní v Tochovicích má dva provozní směry: Sportovní provoz, kde je cílem příprava koní v tréninku na dostihovou sezónu a následná účast ve významných dostizích nejen v Česku, ale i v Evropě, a chovatelský provoz, kde si stáj odchovává vlastní hříbata anglického plnokrevníka, pro které tvoří (roku 2003) plemenný základ osm klisen, k nimž patří Palomia, Starting Order, Rhyme Melody, Naguiba a tři plemenní hřebci, Drak (syn Koroka), Mir Sada a Bacar. Hřebci působí i v jiných chovných stájích, hříbata pro vlastní potřebu i na prodej si stáj odchovává doma. Dostihová dráha slouží jako tréninkové středisko a prostor pro pořádání dostihových dnů.
V roce 1993 stál u zrodu Dostihového klubu Tochovice, mezi jehož osmnácti zakládajícími členy nechyběly takové právnické subjekty jako Česká pojišťovna, Centrotex či Koh-i-noor. Projekt, který se podařilo úspěšně realizovat v Tochovicích, se ovšem nesetkal s ohlasem v počtem obyvatel větších Karlových Varech, kde měl také napomoci společenskému zviditelnění a oživení dostihového dění. Myšlenka na založení jeho pobočky v Karlových Varech proto nebyla realizována.

## Karlovy Vary
Po listopadu 1988 hrozil karlovarskému závodišti zánik. Jeho firma a několika jeho dalších společníků Systém 93 získala dostihový areál do dlouhodobého pronájmu. Provedla nejnutnější rekonstrukce a opět rozjela zdejší dodnes trvající dostihový provoz, k jehož perličkám patří i pořádání Českého derby roku 1995 v době výpadku pražského centrálního závodiště ve Velké Chuchli.

## Další sportovní úspěchy, počiny a koníčky
K jeho zájmům patří také klusácké dostihy, ve kterých také sám jezdí. Věnovat se jim začal počátkem 90. let a úspěšný byl například s Bobem, Schvatkou a s klisnou Night Shot, se kterou získal třináct vítězství a titul Klusák roku. I přes tyto úspěchy si v roce 1994 jezdeckou a trenérskou licenci neobnovil a dál se věnoval pouze cvalovým dostihům a bowlingu. V roce 2007 se ke klusáckému sportu vrátil. Bowling je druhou Chaloupkovou vášní. Roku 2004 vyhrál v bowlingu extraligu družstev a v jednotlivcích byl v rámci republiky šestý. V roce 1990 stál u zrodu Fondu na záchranu a podporu koní, který mimo jiné organizoval dražby odpojištěných koní. Vychoval také jezdce Petra Kubíka, Zdeňka Machů či Libora Šindara. Má rád psy, vlastnil pitbull teriéra, jezevčíka a Jack Russell teriéra.[zdroj?]